# Noodtorthopsyllus tageae
Noodtorthopsyllus tageae is een eenoogkreeftjessoort uit de familie van de Cristacoxidae. De wetenschappelijke naam van de soort is voor het eerst geldig gepubliceerd in 2010 door Huys & Kihara.